# Elías Moreira
Elías Moreira es un futbolista brasileño. Juega de delantero, y actualmente juega en el Resistencia Sport Club en la División Intermedia.

## Temporadas
- Cerro Porteño PF - 2013: 11/4[1]
- Cerro Porteño PF - 2014:[3]
- Cerro Porteño PF - 2015:[4]
- Sportivo Luqueño Reserva - 2016: 1/1
- Sportivo Luqueño - 2016:

### Participaciones en Copas Nacionales
| Copa               | País     | Resultado     | Partidos | Goles |
| ------------------ | -------- | ------------- | -------- | ----- |
| Copa Paraguay 2018 | Paraguay | Por confirmar | 0        | 0     |